# Malone muere
Malone muere (título original en francés, Malone meurt) es una novela de Samuel Beckett, publicada en 1951, y más tarde el propio S. Beckett la tradujo al inglés con el título de Malone Dies.
La segunda novela en la "Trilogía" de Beckett (que empieza con Molloy y acaba con El Innombrable), puede describirse como el espacio entre la totalidad y la desintegración, la acción y la inercia total. Junto con las otras dos novelas que componen la trilogía, marcó el principio de la escritura más significativa de Beckett, donde las cuestiones del lenguaje y los fundamentos de la construcción de una narrativa no tradicional se convirtió en una idea central en su trabajo. No se capta un sentido de la trama, del desarrollo de los personajes o incluso de la ambientación en esta novela, lo mismo que en la mayor parte de la escritura posterior (por ejemplo, Texts for Nothing, Fizzles y How It Is). Malone muere puede verse como el punto en el que Beckett tomó otra dirección con su escritura, donde la desnudez de la conciencia tiene un enorme papel en todas sus escrituras posteriores.
Malone muere contiene una frase famosa, "Nada es más real que la nada", (Nueva York: Grove, 1956; p. 16).

## Resumen de la trama
Malone es un anciano que yace desnudo en la cama en un manicomio o en un hospital--no está seguro en cuál. Se le han quitado la mayor parte de sus efectos personales, aunque ha conservado algunos, especialmente su libro de ejercicios, su sombrero sin ala y un lapicero. Alterna entre la escritura sobre su propia situación y la de un muchacho llamado Sapo. Cuando alcanza el punto en la historia cuando Sapo se convierte en un hombre, cambia el nombre de Sapo por el de Macmann, pues encuentra que Sapo es un nombre ridículo. No mucho tiempo después, Malone admite haber matado a seis hombres, pero parece creer que eso no es gran cosa, particularmente el último, una persona que le es totalmente extraña a quien cortó el cuello con una navaja.
Al final, Macmann cae en el lodo y lo llevan a una institución llamada San Juan de Dios. Allí se le proporciona una enfermera que lo cuida, Moll, mayor y de labios gruesos, con cruces de hueso en ambas orejas representando los dos ladrones crucificados con Jesús el día de Viernes Santo, y un crucifijo tallado en su diente representando a Jesús. Los dos acaban teniendo un lío amoroso, pero pasado un tiempo ella no regresa y así descubre él que ha muerto.
La nueva enfermera es un hombre llamado Lemuel, y hay animosidad entre los dos. Macmann (y a veces Malone pasa a la primera persona) tiene un problema con un palo que usa para alcanzar cosas y que Lemuel le quita.
Al final de la novela, a Lemuel le encargan llevar a su grupo de cinco internos de viaje a una isla cercana. Sus cinco internos son Macmann y otros cuatro. Malone los describe así: un joven, el Sajón ("aunque estaba lejos de ser semejante cosa"), un hombrecito delgado con un paraguas, y un "gigante deforme y barbudo". Lemuel pide "sopa de excursión", el caldo servido regularmente pero con un trozo de tocino grasiento para apoyar la constitución, del chef de la institución, aunque después de recibir la sopa coge el jugo y la grasa del tocino antes de ponerlo después en la sopa. Lemuel saca el grupo a la terraza donde los saluda una vagoneta conducida por un cochero y Lady Pedal, junto con dos colosos en traje de marinero llamados Ernest y Maurice.
Dejan los terrenos de San Juan y cogen un bote a la isla, para ir de pícnic y ver restos druidicos. Lady Pedal le dice a Maurice que se quede junto al bote mientras que ella y Ernest desembarcan en busca de un lugar para el pícnic. El gigante barbudo rechaza dejar el bote, no dejando espacio para que Sajón a su vez se baje. Cuando Lady Pedal y Ernest están fuera de su vista, Lemuel mata a Maurice desde atrás con una hachuela. Ernest regresa a buscarlos y Lemuel también lo mata, para placer de Sajón.  Cuando Lady Pedal ve esto, se desmaya, cae y se rompe un hueso en el proceso. Malone como narrador no está seguro de qué hueso, aunque aventura que se rompió la cadera. Lemuel hace que el resto regresen al bote. Ahora es de noche y los seis flotan lejos en la bahía. La novela se cierra con una imagen de Lemuel sosteniendo su hachuela ensangrentada. Malone escribe que Lemuel no golpeará a nadie con ella o nada más nunca, mientras que la frase final se rompe en fragmentos semánticamente de final abierto:

Lemuel está a cargo, alza su hachuela en la que la sangre nunca se secará, pero no golpeará a nadie, no golpeará a nadie, no golpeará a nadie nunca más, no tocará a nadie nunca más, ni con ella ni sin ella o

o con ella o con su martillo o con su palo o con su puño o en pensamiento en sueño quiero decir nunca él nunca

o con su lapicero o con su palo o 

o ligero ligero quiero decir

nunca allí él nunca

nunca nada

allí

nunca más

La mayoría del texto del libro sin embargo es observacional y trata de las minucias de la existencia de Malone en su celda, como tirando su lapicero o su menguante montón de mina de escritura. Pensamientos de bajar las escaleras en su cama, observaciones filosóficas y conjeturas constituyen grandes bloques de texto y están escritas como tangenciales a la historia que Malone se ha propuesto contar. Varias veces él se refiere a una lista de anteriores protagonistas de Beckett: Murphy (novela), Mercier y Camier, Molloy, y Moran.